# Tây Godavari
Huyện Tây Godavari (tiếng Anh: West Godavari district; tiếng Telugu: పశ్చిమ గోదావరి జిల్లా, đã Latinh hoá: Paścima Gōdāvari jillā) là một huyện thuộc bang Andhra Pradesh, Ấn Độ. Thủ phủ huyện Tây Godavari đặt ở Eluru. Huyện Tây Godavari có diện tích 7.742 ki lô mét vuông. Đến năm 2001, huyện Tây Godavari có dân số 3.796.144 người.